# Class of Nuke 'Em High 3: The Good, the Bad and the Subhumanoid
Class of Nuke 'Em High 3: The Good, the Bad and the Subhumanoid è un film del 1994, diretto da Eric Louzil, prodotto dalla Troma.
È la terza e ultima parte della trilogia iniziata nel 1986 con Class of Nuke 'Em High e proseguita nel 1991 con Class of Nuke 'Em High Part II: Subhumanoid Meltdown.

## Trama
Dopo aver sconfitto un mostruoso scoiattolo gigante, il giornalista Roger Smith diventa il sindaco di Tromaville e si ritrova padre di due gemelli: Adlai e Dick. Dick viene rapito da una banda di criminali e viene educato al Male. Adlai inizia a cercare il fratello rapito.